# Gedda
Gedda (AFI: /ˈdʒɛdda/) o Gidda (AFI: /ˈdʒidda/; in arabo جدّة‎?, Judda; sono diffuse, in inglese e altre lingue, anche le trascrizioni Jedda, Jeddah, Jidda o Jiddah), situata nella regione del Hijāz, è la seconda città più grande dell'Arabia Saudita dopo la capitale Riad. Sede della Banca islamica per lo sviluppo, la sua popolazione sfiora i 4 milioni di abitanti (4,5 milioni nell'area metropolitana).

## Storia
Situata sulle sponde del Mar Rosso, la città era originariamente un villaggio di pescatori fondato 2 500 anni fa. Le prime fonti scritte la citano a partire dal 647 d.C., quando il califfo musulmano ʿUthmān b. ʿAffān la trasformò in un porto per i pellegrini musulmani che vi transitavano durante il viaggio che li portava al pellegrinaggio (hajj) alla Mecca. Oggi essa è crocevia per milioni di pellegrini che arrivano in aeroplano o, più tradizionalmente, via mare.

## Toponimo
Ci sono due spiegazioni per l'origine del nome Gedda. Una è che il nome significhi "spiaggia", essendo Gedda situata lungo la costa del mar Rosso e più importante porto commerciale dell'Arabia Saudita. La spiegazione più comune, tuttavia, è che il nome derivi dalla radice araba ⟨j-d-d⟩, che origina tra l'altro la parola jadda ("nonna"). Secondo le tradizioni popolari arabe, infatti, la tomba di Eva (21°29′31.2″N 39°11′24″E), considerata la "nonna" di tutta l'umanità, si troverebbe proprio a Gedda. Una tradizione talmente radicata da portare le autorità di religione wahhabita, nel 1975, a sigillare la presunta tomba di Eva col calcestruzzo, per il semplice motivo che alcuni pellegrini, si ritrovavano a pregare di fronte alla "tomba" stessa, cosa che il rigido formalismo monoteistico wahhabita ascrive all'idolatria.
Nelle mappe e nei documenti ufficiali britannici, il nome della città è scritto Jedda o Jeddah. Il Foreign and Commonwealth Office (Ministero degli Esteri e del Commonwealth) insiste nell'usare la vecchia trascrizione Jedda, diversamente dal resto dei Paesi anglosassoni, e delle stesse istituzioni britanniche, che usano Jeddah.
In Italia, i documenti diplomatici ufficiali e i libri storici riportano invece sia la grafia Gedda che quella Gidda.

## Clima
| Gedda               | Mesi | Mesi | Mesi | Mesi | Mesi | Mesi | Mesi | Mesi | Mesi | Mesi | Mesi | Mesi | Stagioni | Stagioni | Stagioni | Stagioni | Anno |
| Gedda               | Gen  | Feb  | Mar  | Apr  | Mag  | Giu  | Lug  | Ago  | Set  | Ott  | Nov  | Dic  | Inv      | Pri      | Est      | Aut      | Anno |
| ------------------- | ---- | ---- | ---- | ---- | ---- | ---- | ---- | ---- | ---- | ---- | ---- | ---- | -------- | -------- | -------- | -------- | ---- |
| T. max. media (°C)  | 30,2 | 30,2 | 32,3 | 34,7 | 37,2 | 38,1 | 38,7 | 38,2 | 37,8 | 36,1 | 33,9 | 31,3 | 30,6     | 34,7     | 38,3     | 35,9     | 34,9 |
| T. min. media (°C)  | 16,5 | 16,4 | 18,4 | 20,0 | 22,6 | 23,3 | 25,4 | 26,0 | 24,5 | 22,4 | 20,5 | 18,3 | 17,1     | 20,3     | 24,9     | 22,5     | 21,2 |
| Precipitazioni (mm) | 10   | 1    | 2    | 4    | 1    | 0    | 0    | 0    | 0    | 0    | 18   | 16   | 27       | 7        | 0        | 18       | 52   |

## Amministrazione

### Gedda è gemellata con altre 24 città
- Napoli
- Almaty
- Amman
- Baku
- Alessandria d'Egitto
- Il Cairo
- Francoforte sul Meno
- Dubai
- Giacarta
- Istanbul
- Adana
- Johor Bahru
- Kazan'
- Karachi
- Mary
- Odessa
- Oš
- Plovdiv
- Casablanca
- Rio de Janeiro
- Shimonoseki
- San Pietroburgo
- Strasburgo
- Xi'an
- Addis Abeba

## Sport
A Novembre 2020 viene annunciato l'esordio del Gran Premio d'Arabia Saudita per la stagione 2021, da disputare sul Jeddah Street Circuit (il cui nome viene successivamente cambiato in Jeddah Corniche Circuit), un tracciato cittadino non permanente situato nella località di Jeddah Corniche. Tuttavia, dal 2023 la sede del Gran Premio dovrebbe spostarsi nella località di Qiddiya, dove verrà costruito un nuovo autodromo permanente.
Gedda è anche sede di due società calcistiche, l'Al-Ittihād e l'Al-Ahli, le quali svolgono le proprie competizioni presso lo Stadio Città dello sport Re Abd Allah.

## Infrastrutture e trasporti
A 19 km a nord della città è presente l'Aeroporto Internazionale King Abdulaziz.
Nei pressi della città, sul mar Rosso, si trova il porto di Gedda, la principale struttura portuale dell'Arabia Saudita.

## Galleria d'immagini

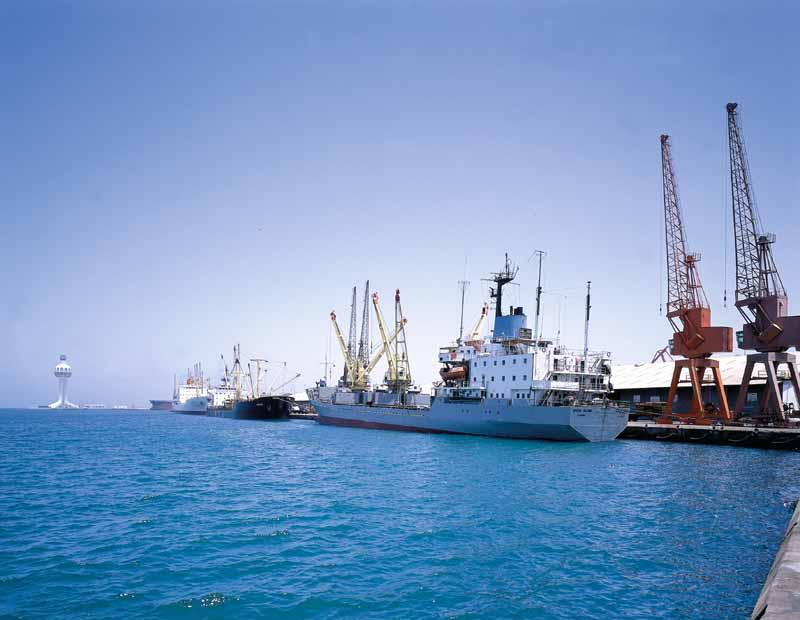
Porto di Gedda e sullo sfondo il faro di Gedda, il più alto del mondo